# Turalići (Kladanj)
Pour les articles homonymes, voir Turalići.
Turalići (en cyrillique : Туралићи) est un village de Bosnie-Herzégovine. Il est situé dans la municipalité de Kladanj, dans le canton de Tuzla et dans la fédération de Bosnie-et-Herzégovine. Selon les premiers résultats du recensement bosnien de 2013, il compte 343 habitants.
Avant la guerre de Bosnie-Herzégovine, le village faisait entièrement partie de la municipalité de Vlasenica ; après la guerre, son territoire a été partiellement rattaché à la municipalité de Kladanj, intégrée à la fédération de Bosnie-et-Herzégovine.

## Démographie

### Évolution historique de la population
| 1948 | 1953 | 1961 | 1971 | 1981 | 1991 | 2013 |
| ---- | ---- | ---- | ---- | ---- | ---- | ---- |
| -    | -    | 276  | 363  | 412  | 462  | 343  |

|  |